# コロンブスのヒラメキ
『コロンブスのヒラメキ』は、2013年5月28日から同年7月16日までテレビ朝日で放送されていたバラエティ番組。全8回。
世の中の様々な問題を「こんな方法で？」と驚くような方法で解決した事例を紹介していた深夜番組。『ネオバラ2』火曜バラエティ道場の第2弾として、2か月間限定でレギュラー放送された。

## 出演者
- 伊集院光
- 渡部建（アンジャッシュ）

## 放送局
| 放送対象地域 | 放送局            | 系列           | 放送日時           | 放送開始日    | 備考                      |
| ------------ | ----------------- | -------------- | ------------------ | ------------- | ------------------------- |
| 関東広域圏   | テレビ朝日 (EX)   | テレビ朝日系列 | 火曜 25:21 - 25:51 | 2013年5月28日 | 製作局                    |
| 日本全域     | テレ朝チャンネル1 | CSチャンネル   | 土曜 21:30 - 22:00 | 2013年7月13日 | 46日遅れ リピート放送あり |